# Dabar
Dabar fou fill de Massugrada, de la família de Masinissa I, però del que el pare era fill d'una concubina. Fou íntim amic de Boccus II, rei de Mauritània, pel qual fou enviat a Sul·la per negociar la pau que va acabar amb la rendició de Jugurta. Dabar va estar present després a una entrevista entre Sul·la i Boccus.